# Gnomium
 (mai 2017).
Gnomium est le nom d'un élément chimique hypothétique dont la découverte a été annoncée en 1889 par Gerhard Krüss (en) et F. W. Schmidt. Son existence a été postulée dans le but de résoudre un problème apparent de la classification périodique,,.

## Histoire
La classification périodique reposait initialement sur la masse atomique des éléments, croissant avec la position dans la classification. Certaines anomalies apparaissaient alors : les masses atomiques de quelques éléments se suivant ne concordaient pas. En particulier la masse atomique du nickel est inférieure à celle du cobalt alors que ce dernier le précède. Pour tenter de résoudre cette anomalie, Krüss et Schmidt cherchent un élément situé entre le nickel et le cobalt dans la classification périodique, avec une masse atomique très proche des deux éléments déjà connus. Ils déclarent ainsi en 1889 avoir découvert, dans des minéraux cobaltifères et nickélifères, un élément alors inconnu ayant l'apparence de l'or qu'ils nomment gnomium (de gnome). Alors que ses contemporains ne parviennent pas à isoler l'élément, Krüss détermine son spectre, non concluant. En 1891, Hugh Remmler tente d'isoler le gnomium à partir d'1,2 kg de chlorure de cobalt, sans succès. La classification des éléments chimiques par numéro atomique résoudra l'anomalie du nickel et du cobalt.